# Zotheculifida
Zotheculifida es un género de foraminífero bentónico de la subfamilia Pavonitininae, de la familia Pavonitinidae, de la superfamilia Pavonitinoidea, del suborden Spiroplectamminina y del orden Lituolida. Su especie tipo es Textularia lirata. Su rango cronoestratigráfico abarca desde el Oligoceno superior hasta el Mioceno inferior.

## Discusión
Clasificaciones previas incluían Zotheculifida en el suborden Textulariina del orden Textulariida, o en el orden Lituolida sin diferenciar el suborden Spiroplectamminina.

## Clasificación
Zotheculifida incluye a las siguientes especies:
- Zotheculifida lirata